# Kannarin Thawornsak
Kannarin Thawornsak (thailändisch กานต์นรินทร์ ถาวรศักดิ์; * 27. Mai 1997 in Ratchaburi), auch als Fluke bekannt, ist ein thailändischer Fußballspieler.

## Karriere

### Verein
Kannarin Thawornsak erlernte das Fußballspielen in der Jugendmannschaft des Drittligisten Bangkok Christian College FC in Bangkok. Seinen ersten Vertrag unterschrieb er 2014 beim Erstligisten BEC Tero Sasana FC. Die Saison 2015 wurde er an seinen Jugendclub Bangkok Christian College FC ausgeliehen. 2016 wechselte er zum Ligakonkurrenten Ratchaburi Mitr Phol nach Ratchaburi, wo er einen Vierjahresvertrag unterschrieb. Der Ligakonkurrent Sisaket FC aus Sisaket lieh ihn die Rückrunde 2017 aus. Die Saison 2018 wurde er an den ebenfalls in der Thai League spielenden Suphanburi FC aus Suphanburi ausgeliehen. Sein ehemaliger Verein Sisaket lieh ihn die Saison 2019 aus. Nach Beendigung des Vertrags in Ratchaburi unterschrieb er im Januar 2020 einen Vertrag beim Erstligisten Port FC. Für den Bangkoker Verein absolvierte er 31 Ligaspiele. Im Juli 2022 wechselte er auf Leihbasis zum Zweitligisten Customs United FC. Für Customs United bestritt er acht Zweitligaspiele. Zur Rückrunde 2022/23 wechselte er in die erste Liga, wo er einen Vertrag bei Muangthong United unterschrieb. Mit Muangthong stand er am 16. Juni 2024 im Finale des Thai League Cup. Hier verlor man mit 1:0 gegen den Erstligisten BG Pathum United FC. Im gleichen Monat wechselte er zum ebenfalls in der ersten Liga spielenden PT Prachuap FC.

### Nationalmannschaft
Von 2015 bis 2016 spielte Kanarin Thawornsak viermal in der thailändischen U-19-Nationalmannschaft. Viermal trug er das Trikot der U-21-Nationalmannschaft. Für die U-23 stand er seit 2018 viermal auf dem Spielfeld.

## Erfolge
Muangthong United
- Thailändischer Ligapokalfinalist: 2023/24